# Northridge (Californië)

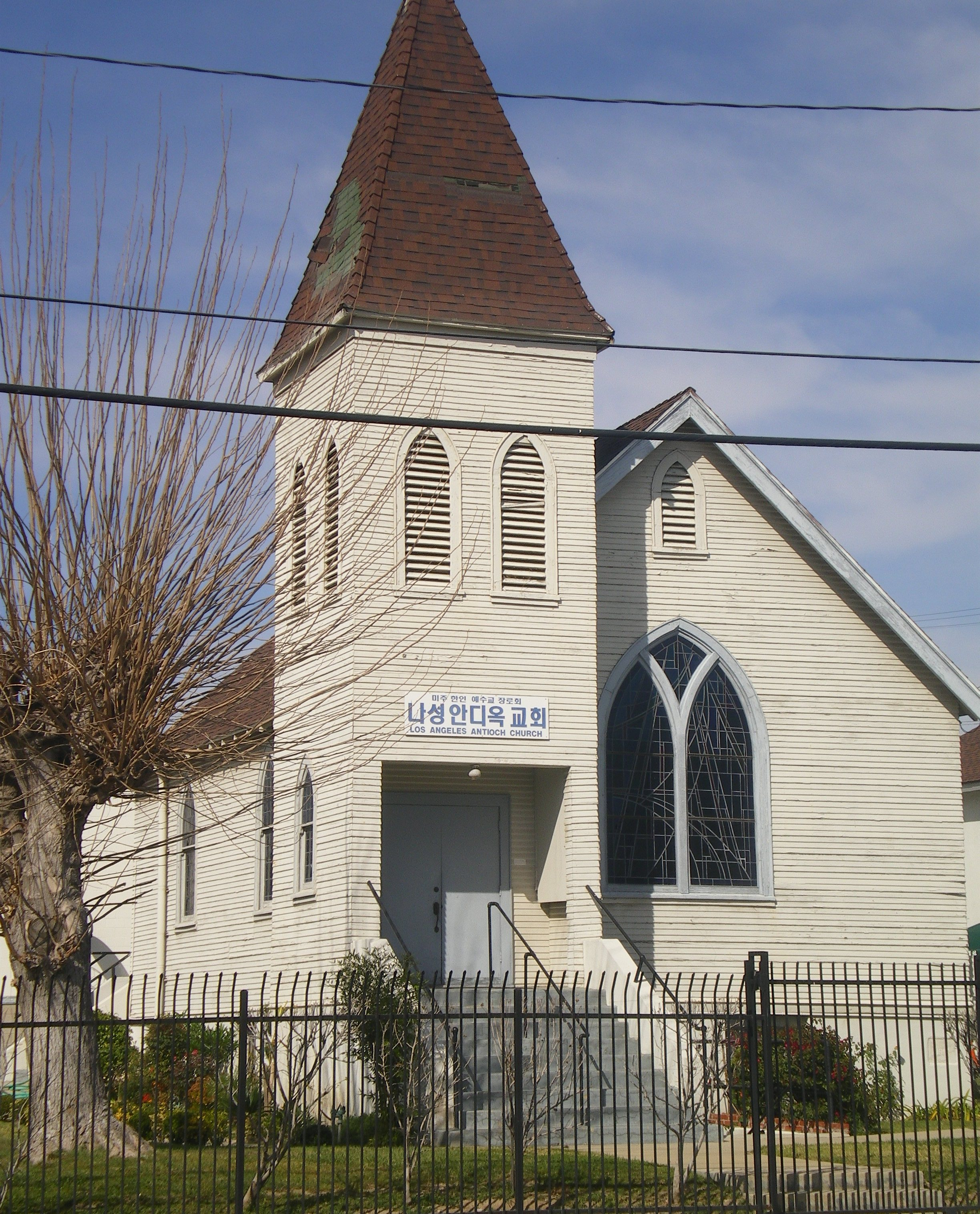
Faith Bible Church in Northridge

Northridge is een buurt in de verstedelijkte San Fernando Valley in Los Angeles, in de Amerikaanse staat Californië. De California State University - Northridge is een openbare onderwijsuniversiteit die haar campus in Northridge heeft.
De Northridge-aardbeving van 17 januari 1994 is naar de plaats genoemd, alhoewel het epicentrum eigenlijk nabij Reseda lag.

## Demografie
Volgens de volkstelling van 2000 wonen er 68.469 mensen in Northridge. Er wonen voornamelijk blanken (78,14%). Van de totale bevolking gaf 24,77% aan Hispanic te zijn.

## Geboren
- Arianne Zucker (1974), actrice
- Alyssa Diaz (1985), actrice
- Blake Foster (1985), acteur